# Alvan Clark & Sons

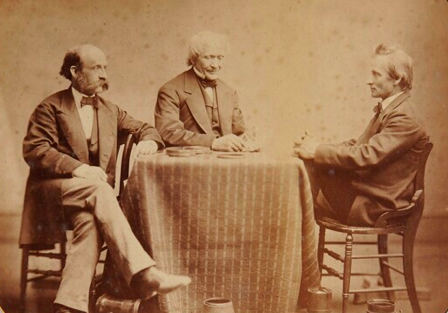
Retrato de Clark con sus dos hijos, hacia los años 1870 (foto por T.R. Burnham)

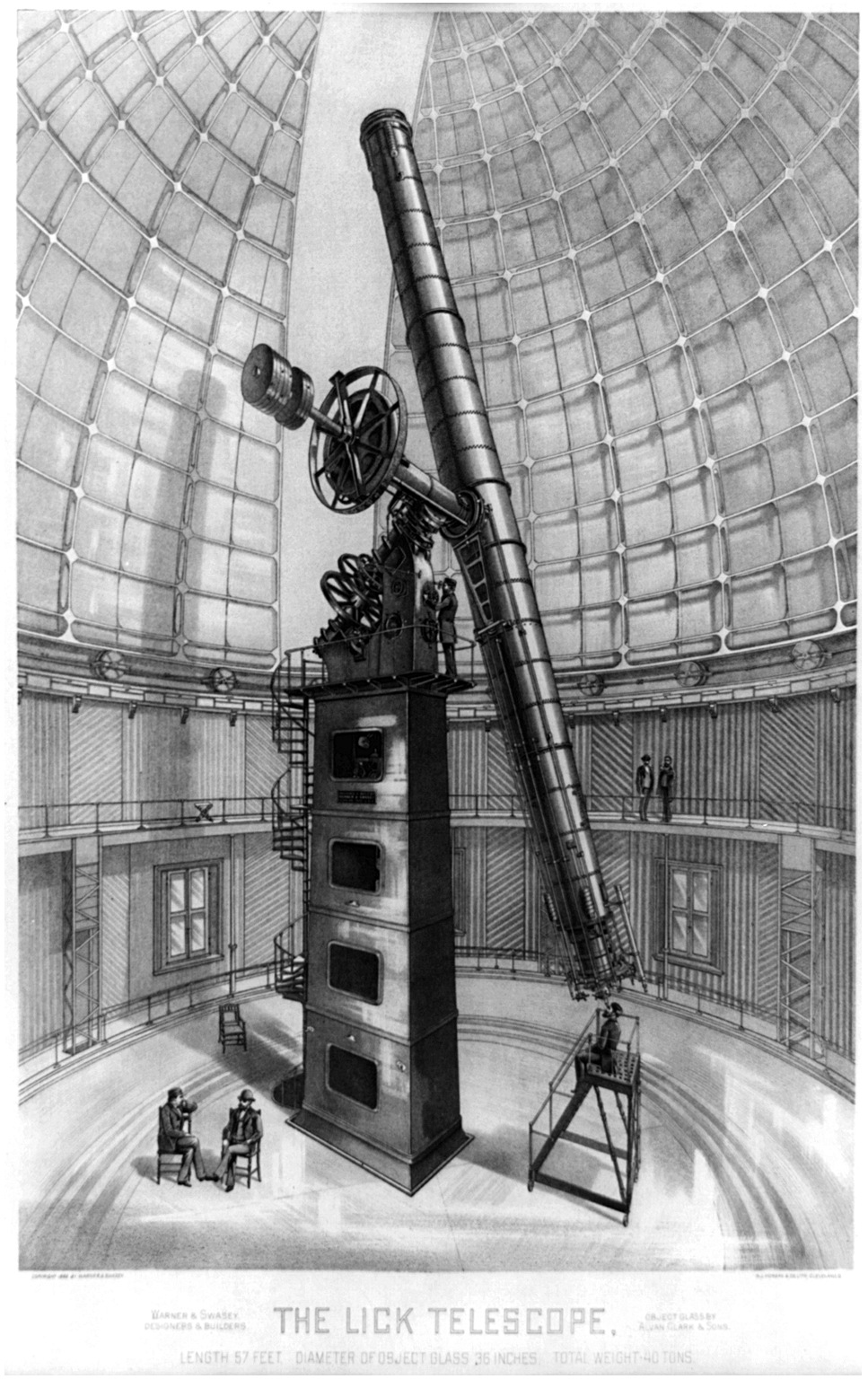
Alvan Clark & Sons construyó la lente de 36-pulgadas (910 mm) del objetivo del telescopio refractor del Observatorio Lick, mostrado aquí en un dibujo de 1889. El telescopio fue diseñado y construido por la Warner & Swasey Company.

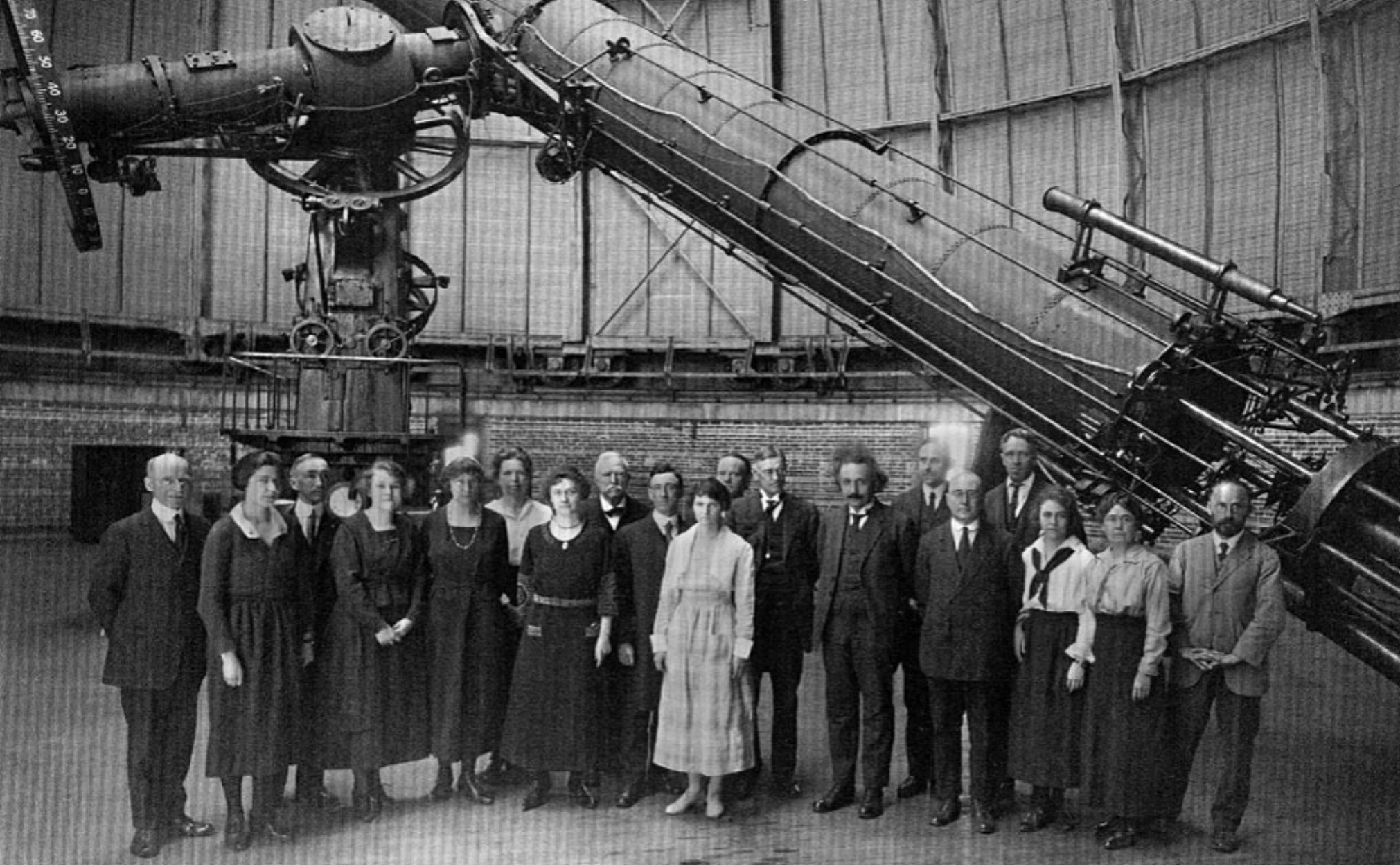
Albert Einstein con el personal del Observatorio Yerkes junto al telescopio de 40".

Alvan Clark & Sons fue una empresa estadounidense fabricante de elementos ópticos, famosa por fabricar las lentes de algunos de los mayores telescopios refractores del siglo XIX y de las primeras décadas del siglo XX. Fundada en 1846 en Cambridgeport (Massachusetts) por Alvan Clark (1804–1887, un descendiente de balleneros de Cape Cod, que empezó trabajando como retratista), y sus hijos George Bassett Clark (1827–1891) y Alvan Graham Clark (1832–1897).
En cinco ocasiones la firma construyó el mayor telescopio refractor del mundo, ganando "una merecida fama y presencia internacional", escribió un autor sobre astronomía en 1899.
El telescopio Dearborn de 18,5-pulgadas (470 mm) (albergado sucesivamente en la Universidad de Chicago, en la Universidad Northwestern y en el Adler Planetarium) fue encargado en 1856 por la Universidad de Misisipi, aunque el estallido de la Guerra Civil impidió que jamás llegase a su destino original. Como resultado de esta circunstancia, el telescopio fue probado en Cambridgeport, lo que permitió a Alvan Graham observar por primera vez Sirius B en 1862, un impactante descubrimiento que sirvió para incrementar la fama de sus instrumentos.
Principales realizaciones
- 1873 Lente de 26-pulgadas (660 mm) del objetivo para el refractor del Observatorio Naval de los Estados Unidos.
- 1883 Lente de 30-pulgadas (760 mm) para el telescopio del Observatorio de Púlkovo en Rusia.
- 1887 Lente de 36-pulgadas (910 mm) para el objetivo del telescopio del Observatorio Lick.
- 1897 Lente de 40-pulgadas (1.000 mm) para el Observatorio Yerkes, solo superada en diámetro por la lente fabricada para el Telescopio de la Gran Exposición de París de 1900.

La compañía también construyó numerosos instrumentos más pequeños, que todavía gozan de un alto aprecio entre coleccionistas y astrónomos aficionados.
Los activos de la compañía fueron adquiridos por la  "Sprague-Hathaway Manufacturing Company" en 1933, aunque continuó operando bajo el nombre de Clark. En 1936, Sprague-Hathaway trasladó la sede de Clark a una nueva ubicación en West Somerville, Massachusetts, donde continuó la fabricación en asociación con Perkin-Elmer Corporation, otro fabricante de instrumentos de precisión. La mayor parte del equipamiento de Clark fue vendida como chatarra durante la época de la Segunda Guerra Mundial, y la propia Sprague-Hathaway fue liquidada en 1958.

Telescopios de Alvan Clark & Sons
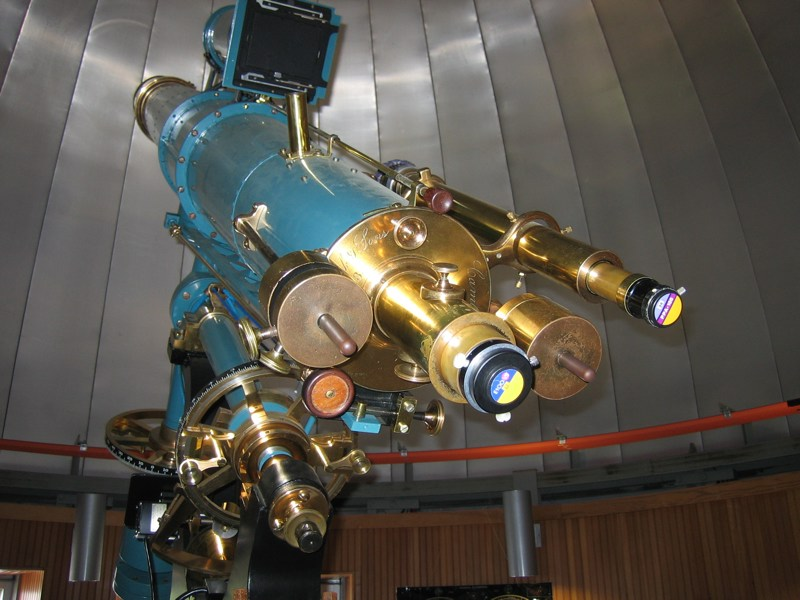
Telescopio de 8" en el Centro Chabot de la Ciencia y del Espacio.
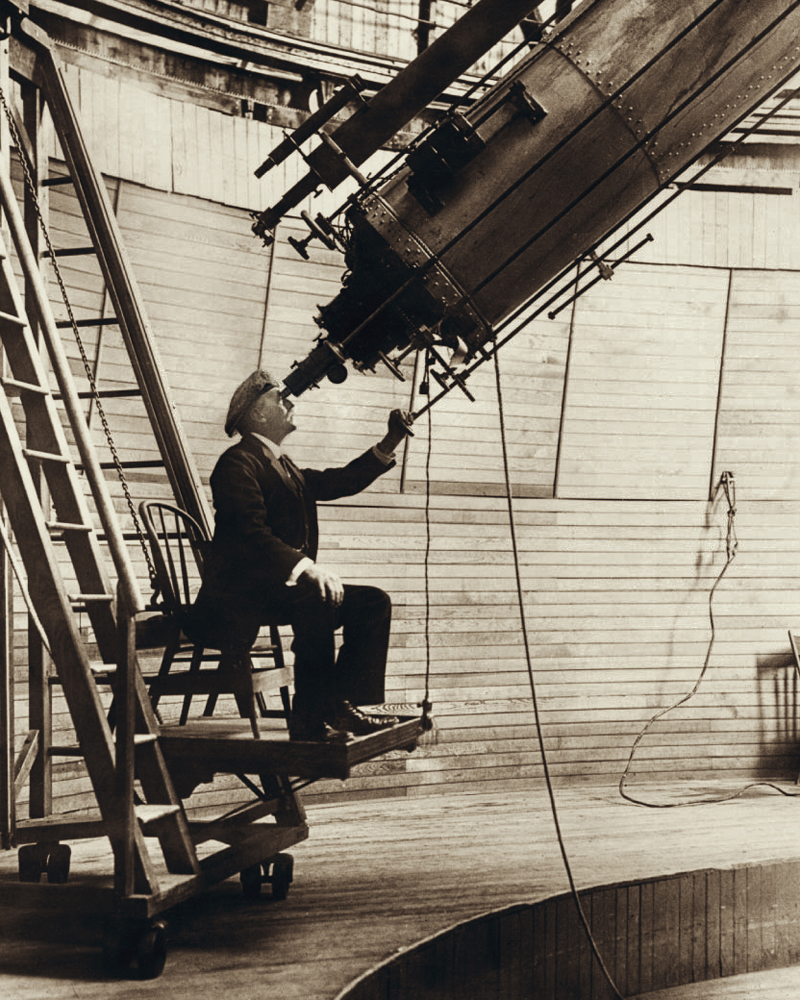
Telescopio de 24" en el Observatorio Lowell.
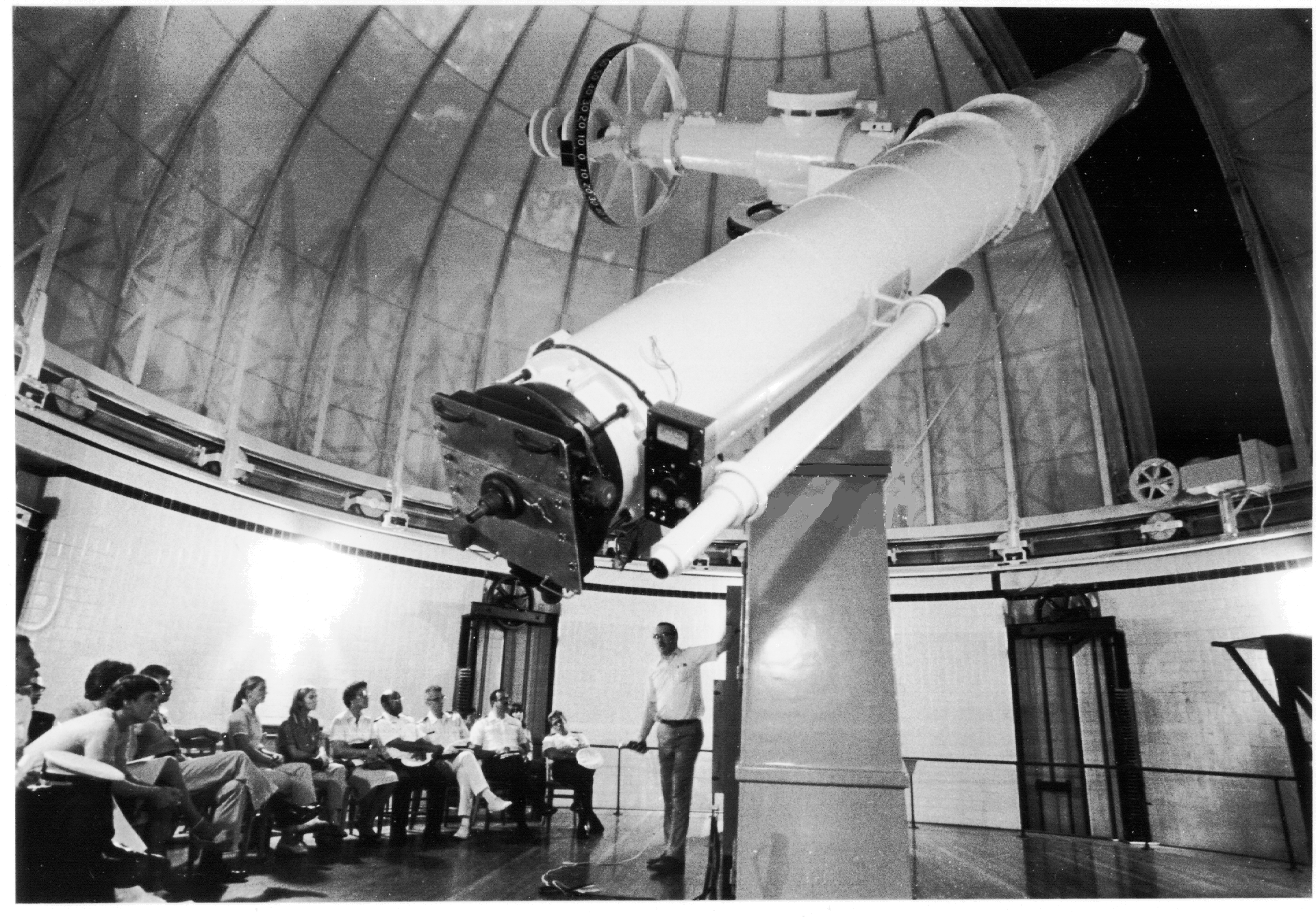
Telescopio de 26" en el Observatorio Naval de los Estados Unidos.
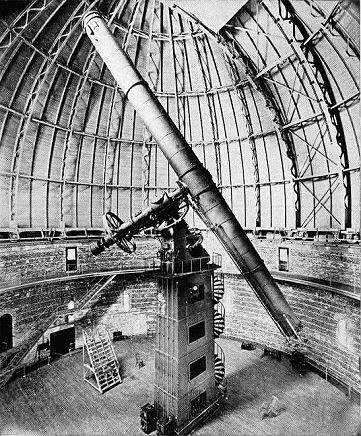
Telescopio de 40" en el Observatorio Yerkes, 1897
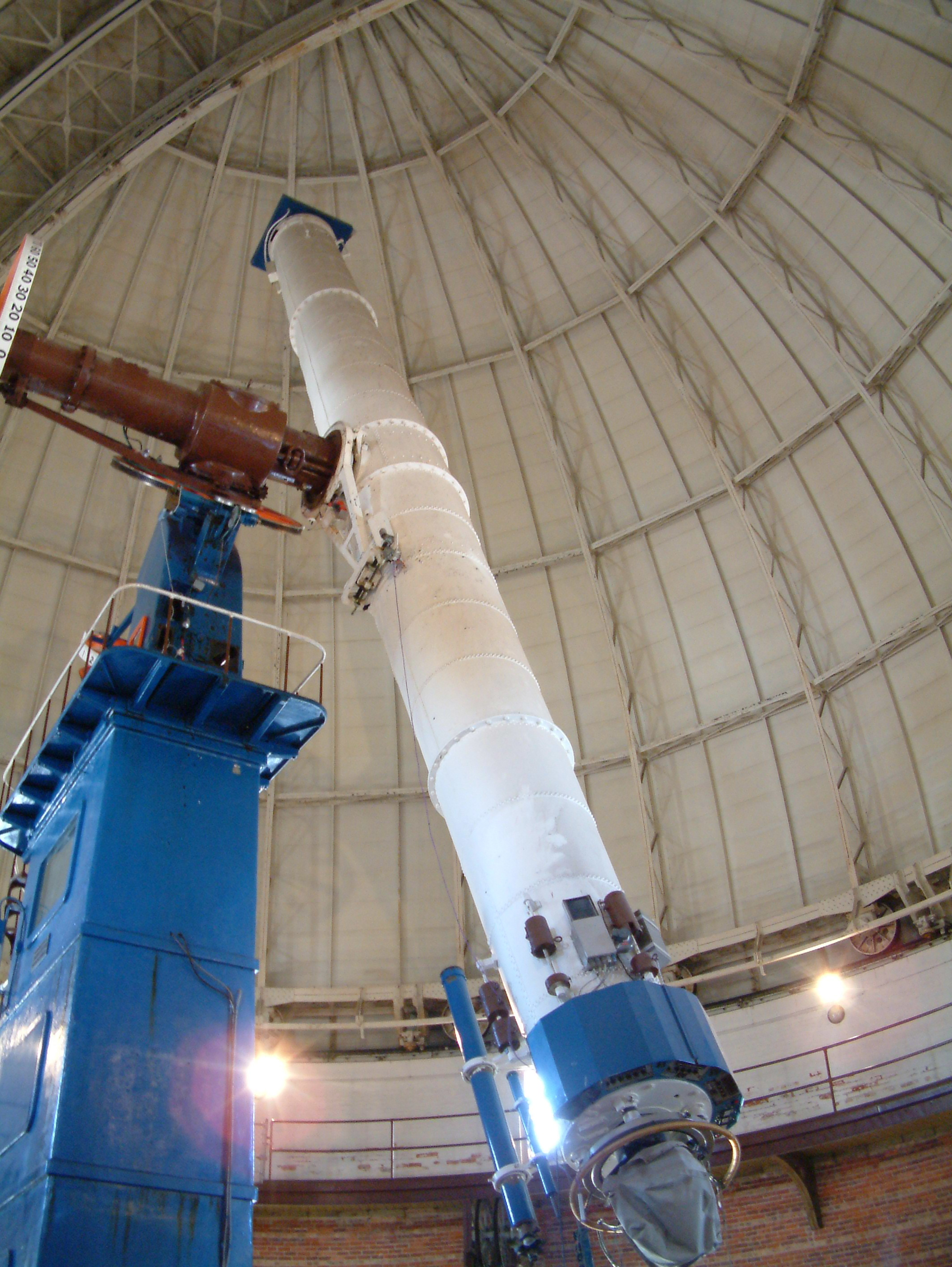
Telescopio de 40" en el Observatorio Yerkes, 2006